# الیکایی کارولینایی
الیکایی کارولینایی (نام علمی: Thryothorus ludovicianus) پرنده‌ای از راستهٔ گنجشک‌سانان و گروه الیکاییان و تیرهٔ الیکایی است که در شرق ایالات متحده آمریکا و جنوب انتاریوی کانادا و شمال مکزیک زندگی می‌کند و به خاطر آوای بلندش مشهور است. غذای این پرنده حشرات، و حتی مارمولک و قورباغه‌های درختی است و در زمستان دانه‌ها و میوه‌های کوچک نیز می‌خورد.

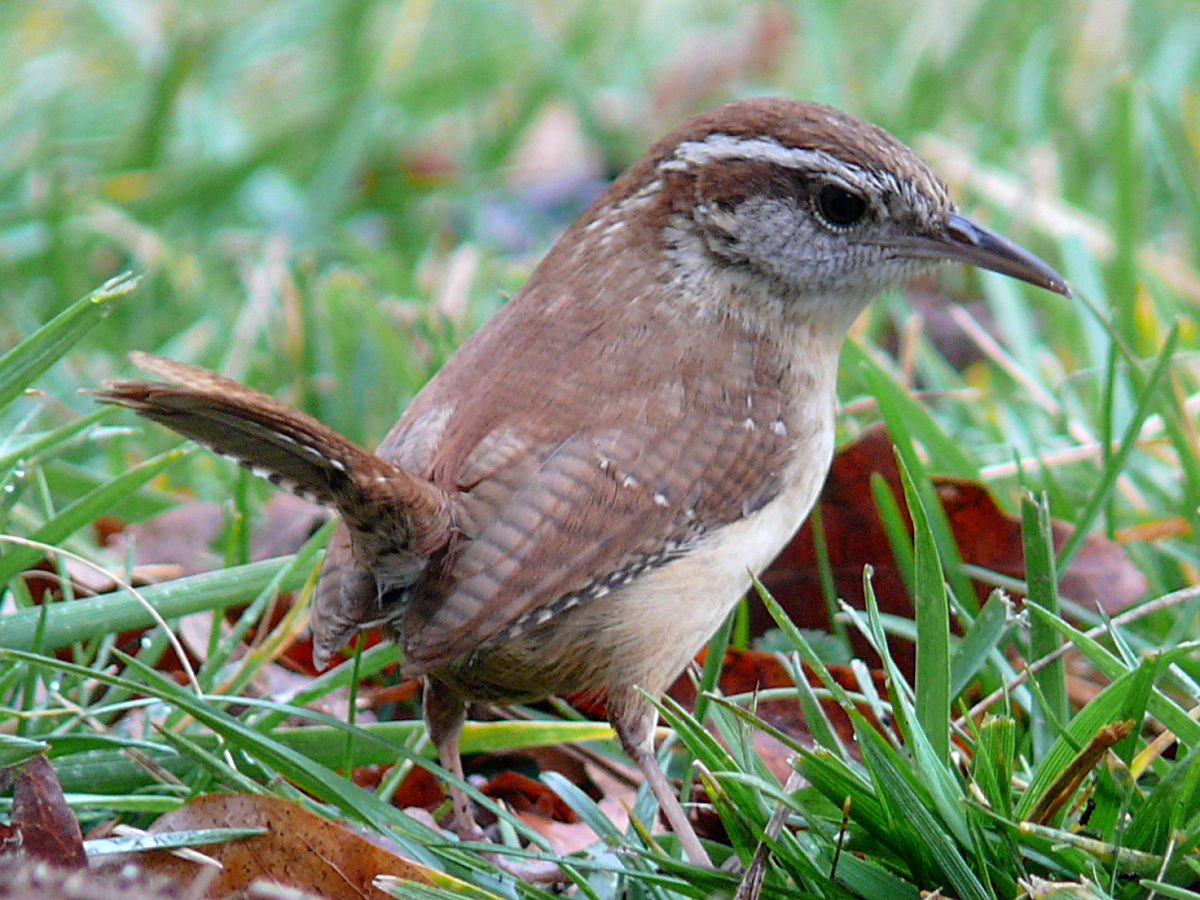
الیکایی کارولینایی

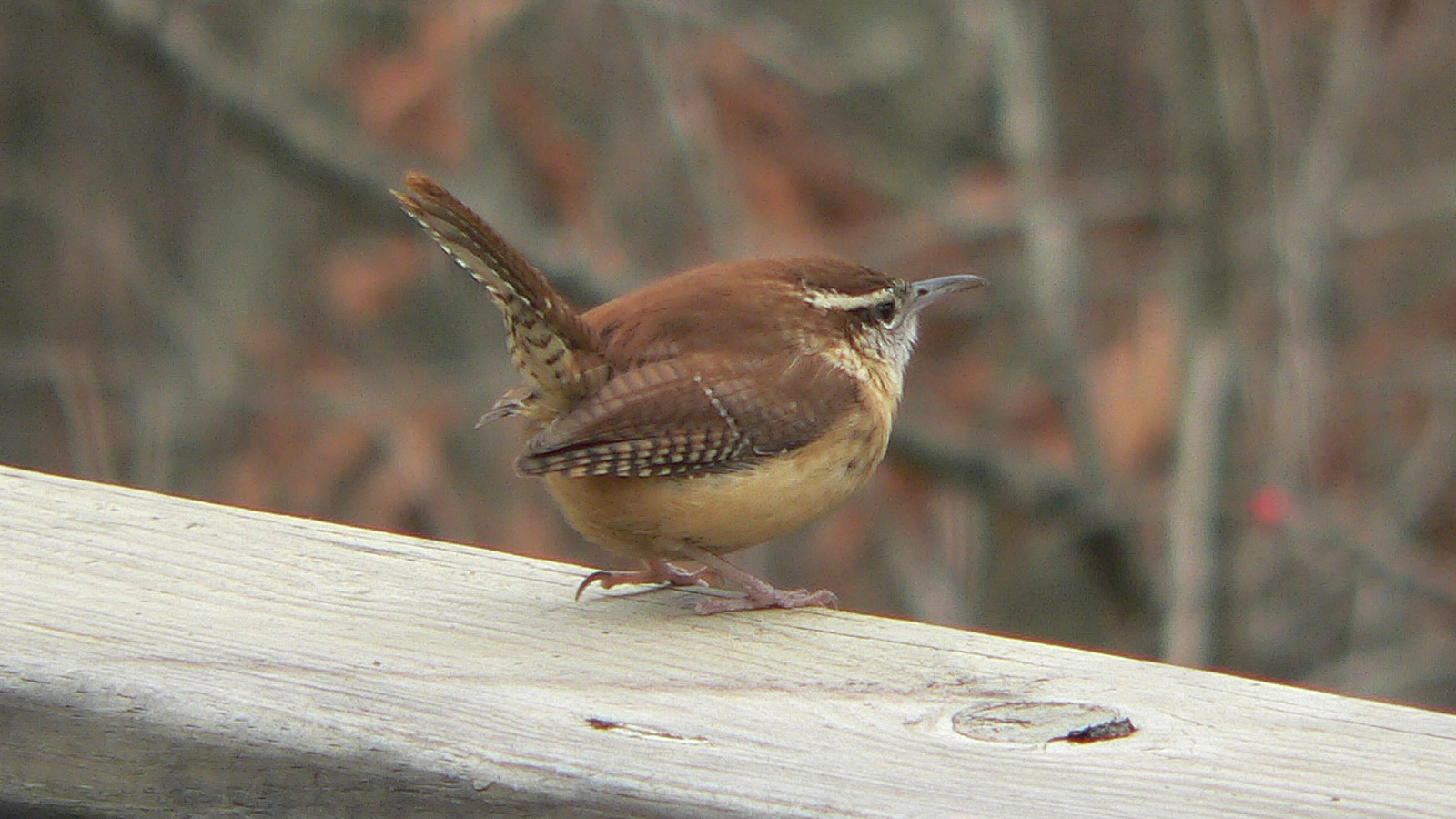
الیکایی کارولینایی